# Data Becker
Data Becker GmbH & Co. KG (meglio conosciuta con il suo marchio DATA BECKER) era una delle più antiche case editrici specializzate in tecnologie dell'informazione e della comunicazione della Germania. È stata fondata a Düsseldorf nell'ottobre del 1980 dai fratelli Dr. Achim Becker e Harald Becker, figli del rivenditore di automobili Wilhelm Becker, e ha aperto il suo primo negozio nel gennaio del 1981. Inizialmente orientata come specialista in accessori per computer, aveva il ruolo di importante editrice di riviste specializzate in diversi tipi di computer a 8-bit, venduti poi in Europa. Ha sostenuto i computer a 16 bit Commodore Amiga e Atari ST e, allo stesso tempo, la pubblicazione di software per il mercato di computer IBM compatibile. Uno dei programmi per cui era più nota è l'editor web Web to date.
La sede della Data Becker si trova nella città di Düsseldorf (Düsseldorf-Bilk), nei pressi di diverse sedi di editori di riviste e libri. La Data Becker, nel suo ultimo periodo di esercizio, impiegava circa 160 dipendenti. I prodotti dell'azienda erano disponibili in diversi paesi europei.
Nel campo dei software, la Data Becker ha pubblicato programmi di progetti in Internet (siti web, negozi online, community) e privati (strumenti di sistema, stampanti e software designer). Il suo prodotto di più alta qualità nell'ambito software è Web to date. Essa pubblicava riviste di informatica su computer (come il mensile PC Praxis) e su fotografie digitali (come Foto Praxis) per gli utenti.

## Storia

### 1980: Informatica Domestica
In principio, la Data Becker, soddisfatta soprattutto per gli utenti di Commodore 64 e Commodore 128, pubblicò una vasta gamma di libri, nonché strumenti di programmazione e software. Il più avanzato dei libri della compagnia, trattava approfonditamente di parti interne del computer, spesso sconosciute agli stessi costruttori.

### 1990: Licenze all'estero
Negli Stati Uniti, le edizioni in inglese dei libri della Data Becker e gli stessi software sono stati pubblicati da Abacus Software. Nel mercato britannico, First Publishing Ltd, inizialmente fece lo stesso lavoro, seguita poi da Data Player Ltd t/a Data Becker UK dal 1993 al 2001. I mercati danese e norvegese sono stati forniti con le edizioni in lingua danese dalla casa editrice Computer Software Nordic (NCS). Le edizioni francesi sono state pubblicate da Micro Application.

### 2000: Fallimento internazionale
Nel tentativo di diventare un editore in tutto il mondo, fu creata nel 1999 la Data Becker UK ltd. Seguirono le varie compagnie della Data Becker in Stati Uniti, Spagna e Paesi Bassi. Data Becker UK, riscosse inizialmente un grande successo con la loro gamma di musica-software (Music Center è stato votato "Software Music Production of the Year" nel 2000 da Future Music Magazine, Music CD Recorder, MP3 Wizard) ma ben presto il successo svanì. Infatti l'editore volle libri più orientati verso la famiglia con titoli come "Designer Home 3D", così sparì la credibilità nei mercati professionali. Nel complesso questa strategia non ha avuto successo e gli uffici della Data Becker UK e della Data Becker USA (a Boston) sono stati chiusi nel 2003.

### 2014: Chiusura di tutte le operazioni di business
Nel mese di ottobre 2013, la compagnia principale in Germania ha annunciato che il 31 marzo 2014 avrebbe sospeso tutte le attività commerciali. Il negozio online è stato chiuso il 17 febbraio 2014 e i clienti hanno avuto tempo fino al 17 marzo 2014 per scaricare tutti i prodotti acquistati on-line. Dopo questa data, tutte le licenze software sono scadute e i prodotti acquistati non potevano più essere scaricati. Nello stesso anno è terminata anche la pubblicazione delle riviste PC Praxis.
| Controllo di autorità | VIAF (EN) 147959531 · GND (DE) 2075458-9 · BNF (FR) cb140079090 (data) |